# Loiron-Ruillé
Loiron-Ruillé is een gemeente in het Franse departement Mayenne (regio Pays de la Loire). De plaats maakt deel uit van het arrondissement Laval. Loiron-Ruillé is op 1 januari 2016 ontstaan door de fusie van de gemeenten Loiron en Ruillé-le-Gravelais. De gemeente telde 2.724 inwoners op 1 januari 2022.

## Geografie
De oppervlakte van Loiron-Ruillé bedroeg op 1 januari 2022 39,86 vierkante kilometer; de bevolkingsdichtheid was toen 68,3 inwoners per km².